# Lachneophysis foveolata
Lachneophysis foveolata är en skalbaggsart som först beskrevs av Hermann Julius Kolbe 1893.  Lachneophysis foveolata ingår i släktet Lachneophysis och familjen långhorningar. Inga underarter finns listade i Catalogue of Life.